# Lathyrus vaniotii
Lathyrus vaniotii är en ärtväxtart som beskrevs av Augustin Abel Hector Léveillé. Lathyrus vaniotii ingår i släktet vialer, och familjen ärtväxter. Inga underarter finns listade i Catalogue of Life.